# Cratere Laukumate
Laukumate è un cratere sulla superficie di Cerere, identificato durante la missione della sonda Dawn, l'unica ad avere finora raggiunto l'asteroide.
Il nome Laukumate indica lo spirito madre dei campi nella cultura lettone: per convenzione dell'Unione Astronomica Internazionale i crateri di Cerere portano i nomi di divinità associate all'agricoltura e alla vegetazione.